# Castelo da Palice

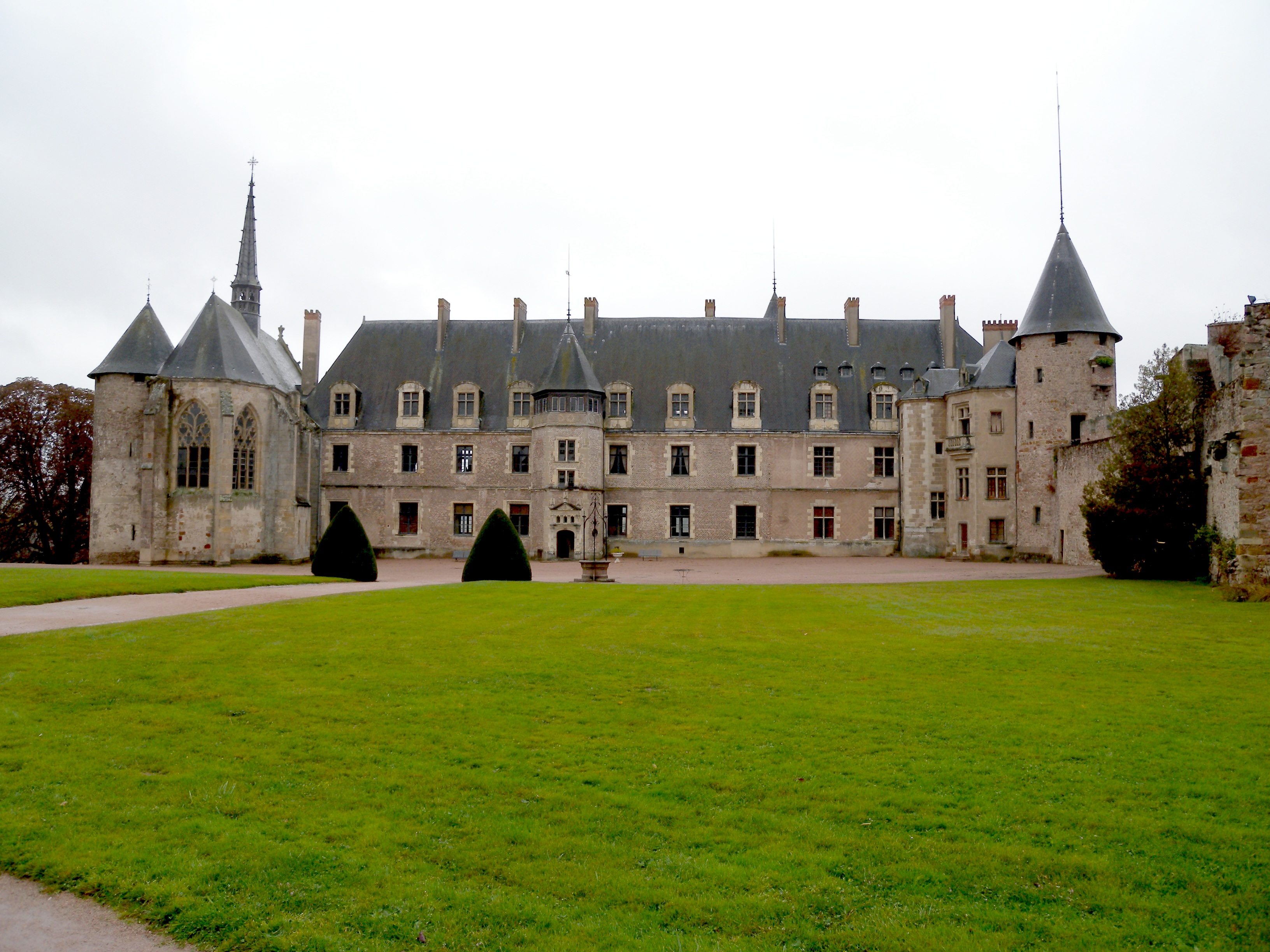
Castelo da Palice

O Castelo da Palice é um castelo, desenvolvido num château, na comuna de Lapalisse em Allier, da região Auvergne-Rhône-Alpes na França.
O Château está classificado como monumento histórico pelo Ministério da Cultura da França.